# 加藤薫 (美術)
加藤 薫（かとう かおる、男性、1949年(昭和24年)3月11日 - 2014年4月22日）は、日本の美術研究者、評論家、神奈川大学教授。
神奈川県鎌倉市生まれ。本籍は東京都。国際基督教大学卒業、ラス・アメリカス大学大学院芸術学部修了。メキシコ国立美術研究所（IIE）研究員を経て帰国。1987年神奈川大学助教授、国際経営研究所主任研究員を経て、91年教授。

## 著書
- 『メキシコ美術紀行』新潮選書、1984
- 『ラテンアメリカ美術史』現代企画室、1987
- 『メキシコ壁画運動 リベラ、オロスコ、シケイロス』平凡社 1988 のち現代図書
- 『ニューメキシコ 第四世界の多元文化』新評論、1998
- 『21世紀のアメリカ美術チカーノ・アート 抹消された<魂>の復活』明石書店、2002
- 『キューバ・現代美術の流れ』プロモ・アルテラテンアメリカンアートギャラリーギャラリーGAN、2002
- 『ディエゴ・リベラの生涯と壁画』岩波書店、2011
- 『骸骨の聖母サンタ・ムエルテ 現代メキシコのスピリチュアル・アート』新評論、2012
- 『イコンとしてのチェ・ゲバラ』新評論、2014

## 参考
- [ISBN　978-4-00-024031-4]
- 『現代日本人名録』2002
- 神奈川大学